# پس از ساعت اداری
پس از ساعت اداری (انگلیسی: After Office Hours) فیلمی در ژانر درام و جنایی به کارگردانی رابرت زی. لنرد است که در سال ۱۹۳۵ منتشر شد.

## خلاصه داستان
ویراستار یک نشریه (با بازی کلارک گیبل) که مشغول رمزگشایی از یک جنایت است، به دختری زیبا و ثروتمند (با بازی کنستانس بنت) دل می‌بندد و از اعتبار و ثروت او برای حل این معما، استفاده می‌کند.

## بازیگران
- کلارک گیبل
- کنستانس بنت
- بیلی برک
- هنری آرمتا
- هنری تراورز
- کاترین الکساندر
- مارگارت دومانت
- ماری مک‌لارن
- استنلی اندروز
- استوارت اروین
- ویلیام دمارست
- جیمز الیسون